# Mercadotecnia de servicios bibliotecarios
Mercadotecnia de servicios bibliotecarios es  aquel que puede definirse como una aproximación sistemática para identificar las necesidades específicas de nuestros usuarios proveyéndoles de servicios. Es por lo tanto un proceso que se anticipa a sus necesidades.

## Características

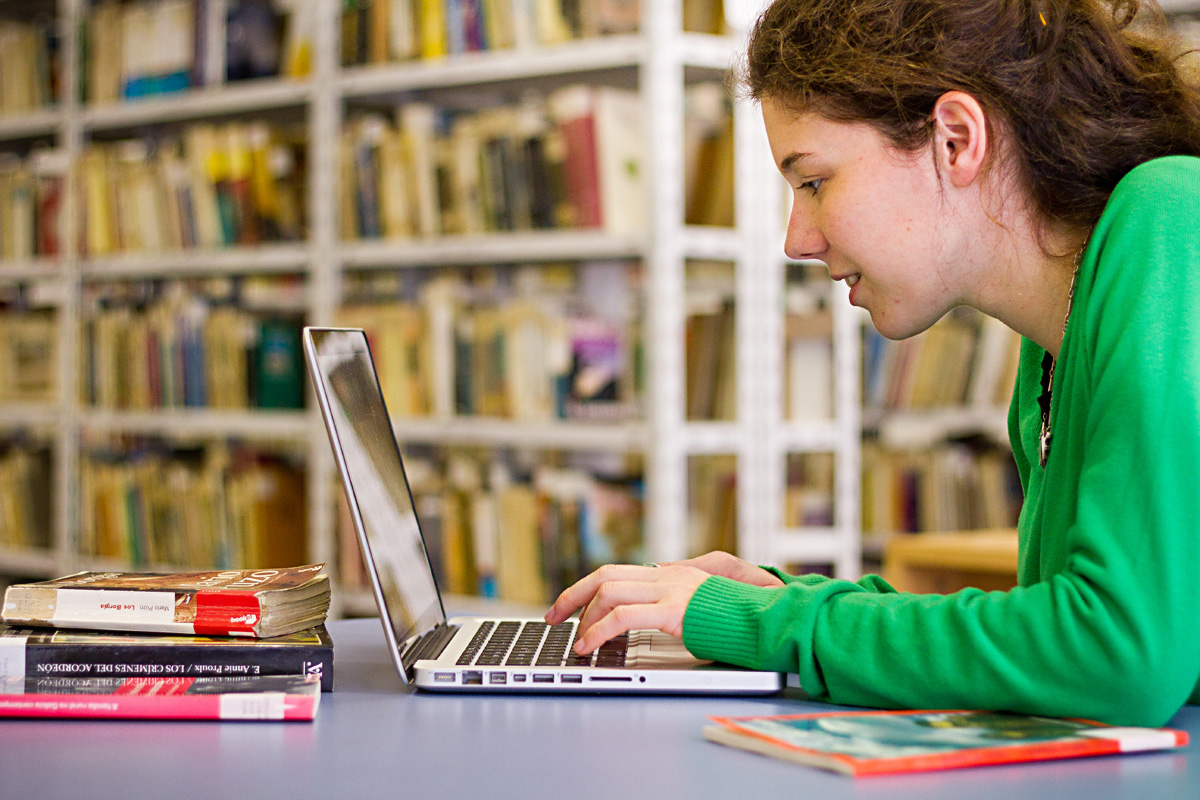

La promoción juega un papel fundamental en la difusión de los servicios y en la relación con los usuarios. No sólo sirve para dar a conocer las nuevas   tendencias   en   materia   de   servicios   a   los   usuarios   reales,   sino   que   también constituye una herramienta para atraer a nuevos usuarios a la biblioteca.
El marketing  de  servicios  de  información  se  entiende  también como  la aplicación de los elementos del marketing a la función propia de las bibliotecas. 
En el marco de esta disciplina, la biblioteca puede diseñar servicios a la medida de las necesidades de información  de  cada  grupo  de  usuarios,  mejorar  los  canales  de  distribución,  direccionar estratégicamente  la  promoción,  crear  valor  agregado,  incentivar  la  demanda,  mejorar  la imagen de la biblioteca y dinamizarla como proveedora de recursos y servicios diseñados para  satisfacer  las  más  diversas  y  exigentes  necesidades  de  información.  Todas  estas  son  actividades  estratégicas  que  pueden  ser  aplicadas  en  la  biblioteca universitaria  con  importantes  resultados  en  el  incremento  del  uso  de  sus  recursos  y servicios de información.
La biblioteca está situada  actualmente en  el  centro  de  la  organización de  la enseñanza,  por  su  utilidad  en  la  gestión  de  las  informaciones  requeridas,  y  todo  esto conlleva realizar un  plan  de  marketing y aplicar  herramientas del marketing a canales de comunicación tradicionales y digitales.
Es en la comunidad universitaria donde los flujos informativos presentan una mayor complejidad desde diversos puntos de vista:multitud de servicios, distintas categorías de usuarios y por tanto distintas necesidades informativas. En este contexto, las bibliotecas universitarias recurren cada vez más al marketing para comunicar sus productos y servicios, y ofrecer a los usuarios la opción de conocer mejor las posibilidades informativas de las que disponemos, y que pueden satisfacer mejor sus necesidades.
La  promoción en una biblioteca se puede desarrollar a través de distintas actividades, entre las más frecuentes se destacan las relaciones públicas, la publicidad en el lugar de venta (PLV), los materiales publicitarios escritos, el ambiente, las páginas Web, las redes sociales y la formación de usuarios.